# Egbertus Waller
Egbertus Jacobus Waller (10 de diciembre de 1901-23 de octubre de 1982) fue un deportista neerlandés que compitió en remo. Ganó dos medallas en el Campeonato Europeo de Remo, oro en 1924 y plata en 1926.

## Palmarés internacional
| Campeonato Europeo | Campeonato Europeo | Campeonato Europeo | Campeonato Europeo |
| Año                | Lugar              | Medalla            | Prueba             |
| ------------------ | ------------------ | ------------------ | ------------------ |
| 1924               | Lucerna (Suiza)    | Medalla de oro     | Ocho con timonel   |
| 1926               | Lucerna (Suiza)    | Medalla de plata   | Cuatro sin timonel |